# Кондитер (фильм)
«Кондитер» (ивр. האופה מברלין‎, англ. The Cakemaker) — израильско-немецкий драматический фильм 2017 года, полнометражный режиссерский дебют Офира Рауля Грайцера. Мировая премьера ленты состоялась 4 июля 2017 года на Международном кинофестивале в Карловых Варах где она участвовала в основной конкурсной программе и получила Приз экуменического жюри.
В сентябре 2018 года фильм был выдвинут от Израиля претендентом на 91-ю премию «Оскар» Американской киноакадемии в номинации за лучший фильм на иностранном языке.

## Сюжет
После смерти своего любовника Томас отправляется в Израиль — родину обожаемого им человека. Несмотря на предубеждение относительно немцев, он становится главным кондитером в кафе вдовы умершего Орана. Она и не подозревает, что их с чужаком объединяет скорбь по одному и тому же человеку.